# فرانسبورگ (ویرجینیای غربی)
فرانسبورگ (به انگلیسی: Frenchburg) یک منطقهٔ مسکونی در ایالات متحده آمریکا است که در شهرستان همپشر، ویرجینیای غربی واقع شده‌است. فرانسبورگ ۳۰۷ متر بالاتر از سطح دریا واقع شده‌است.